# 生物学における不老不死
生物学における不老不死（せいぶつがくにおけるふろうふし）とは、通常では時間の経過に伴って発生する老化が発生せず、もしくは一時的に発生しても若返ることによって、老衰による死から免れた状態のこと。
生物学的には、いかなる外傷・疾病・毒物などによっても死ぬことのない状態を表す不死身は成り立ち得ないため、不老不死のうち、「不老」に当たる概念を指して不老不死と呼ばれる。老衰による死を免れた個体や細胞の形質を指して「不死化」と呼ばれる。
個体の寿命が設けられている意味、その設定と作用の機序は何か。その設定を人工的に操作することはできるのか、すなわち不老不死は可能かは、主な生物学上の未解決問題の一つである。

## 真核細胞以外の場合
一般に真核細胞生物以外には寿命（老化）による死という現象は認められていない。 

## 真核細胞の場合
多くの動物を含む一部の真核生物では、その個体の生命活動期間がいわゆる寿命によって生理的に制限されている種がある。そういった生物で不老不死を実現するためには、加齢によって生命活動が衰退する老化現象を取り除く必要がある。よく誤解されるが、動物以外の大多数の多細胞生物にはいわゆる老化や寿命といった現象は認められておらず、老化現象は生物の必然ではなく、進化的に獲得されたものと考えられる。動物においても腔腸動物や扁形動物など属するほとんどの種に老化現象は存在せず、明確な寿命が認められていない（ちなみにベニクラゲの特異性はクラゲ（有性生殖状態：寿命有り）からポリプ（栄養状態・無性増殖状態：寿命が認められていない）に戻ることであって、不老性そのものではない）。動物以外では、ゾウリムシや酵母などで動物の老化とよく似た現象が認められるが、そのプロセスは様々である。以下に記述された論は哺乳類を含む一部動物の老化・寿命の原因としての仮説や知見である。

## 細胞レベルで
細胞は分裂を繰り返してその系統を存続するが、実際には多細胞生物の細胞は無限に分裂を繰り返すわけではない。これは普通は個体の寿命が有限であるからである。しかし、その一部の細胞を取り出して培養した場合、この制約はなくなる。そのような方法で、どうやら無限に分裂を繰り返して系統を維持できそうな細胞が得られる場合がある。ヒトの細胞でのそのような細胞株の最初の例がHeLa細胞であった。

## 薬学による寿命伸長
今まで、生物の寿命を伸長させる薬物は科学的に立証された形では存在しなかった。しかし、2009年の研究で、ラパマイシンと呼ばれる免疫抑制剤の一種がマウスの寿命を伸長させたことが立証され、いわゆる「寿命を延ばす薬品」となった。ただし、ラパマイシンには強い免疫抑制作用があるため抗老化薬品としての実用化はされていない。
このほか、メトホルミン、レスベラトロール、NMNなどに抗老化作用が認められ、臨床試験が進められている。

## 老化を研究している人物
- 中西真[3][4]
- 山中伸弥[5][6]
- 吉森保[7]
- 原英二[8]
- 影山龍一郎[9][10]
- 今井眞一郎[11]
- 南野徹[12][13]

- en:David A. Sinclair[14]
- en:Cynthia Kenyon[15]

## 老化を研究している企業
- Calico (企業)
- en:Altos Labs[16][17]
- en:Unity Biotechnology
- Retro Biosciences（レトロ・バイオサイエンシズ）[18]

### 書籍
- 石田行雄　『不老不死と薬―薬を求めた人間の歴史』築地書館　ISBN 4-8067-2319-3
- 三井洋司　『不老不死のサイエンス』新潮社　ISBN 4-10-610159-9
- 金子隆一　『究極のサイエンス 不老不死』八幡書店　ISBN 4-89-350400-2
- 高杉征樹　『不老不死の追求』文芸社　ISBN 4-28-600524-0

### 論文
- 藤本大三郎「老化はどのようにしておこるか」『化学教育』第34巻第4号、社団法人日本化学会、1986年8月20日、284-287頁、NAID 110001825187。

### DVD
- 『ディスカバリーチャンネル 寿命100歳を実現する科学 不老不死のテクノロジー』角川書店